# Антихрупкость
Антихрупкость (англ. Antifragility) — понятие, введенное профессором, экономистом и трейдером Нассимом Николасом Талебом в книге «Антихрупкость. Как извлечь выгоду из хаоса» (Antifragile: Things That Gain From Disorder), обозначающее методологию подготовки к неожиданным событиям, которая не требует создания и анализа цепей причинно-следственных связей. Талеб, вводя понятие «антихрупкость», сместил концептуальную направленность на способность выдерживать сильное воздействие или неожиданные события и на пользу от их возникновения.

## Описание
Концепция антихрупкости основана на том, что длительный период, в течение которого ошибок не возникает (поскольку они были устранены из системы), ухудшает ответ на ошибку в будущем. Парадоксальным образом при таком подходе эффективность рассматривается как синоним хрупкости: устранение неэффективности создает тесную связь между системами и процессами, что может привести к каскадным эффектам: если где-то в системе что-то пошло не так, то волновой эффект способен привести к экспоненциально увеличивающемуся вреду. Антихрупкость не должна соотноситься с устойчивостью, понятой как способность противостоять негативным воздействиям. Устойчивость является промежуточным состоянием между хрупкостью и антихрупкостью. Хрупкость может быть идентифицирована через вогнутое распределение результатов, демонстрирующих экспоненциально возрастающее ухудшение: положительные результаты минимальны в сравнении с экспоненциально увеличивающимся уровнем отрицательных результатов, которые могут быть получены. Хрупкость существует, если кумулятивный вред от небольших воздействий меньше, чем вред от одиночного шока, эквивалентного кумулятивной силе этих небольших шоков. Одним из методов, помогающих уменьшить хрупкость, является опциональность, т. е. создание такого состояния, когда присутствует свобода адаптационных реакций при изменении обстоятельств или наступлении неожиданных событий. Опциональность является свойством среды или структуры и поэтому не работает в парадигме причин и следствий, что позволяет отказаться от сбора информации о вероятности наступления тех или иных событий в будущем и, следовательно, избежать погрешностей сценарного планирования. Еще одним методом уменьшения хрупкости по Н. Талебу является использование стратегии штанги (Barbell strategy). Следующим методом уменьшения хрупкости является гормезис в соответствии с которым предполагается, что устранение или отсутствие стресс-факторов является негативным результатом, даже если считается полезным в краткосрочной перспективе. Подразумевается, что полное устранение вариабельности и ошибок не способствует эволюционному адаптационному усилению в изменяющейся среде. Концепция избыточности также помогает снизить хрупкость.

## Триада: хрупкое, неуязвимое, антихрупкое
Автор книги предлагает не пытаться оценить, прогнозировать или предсказывать риск, вместо этого гораздо полезней сосредоточиться на определении хрупкости объекта. С точки зрения Талеба, определить хрупкий ли объект анализа или нет довольно просто. Для этого он вводит триаду: хрупкое, неуязвимое, антихрупкое. Через призму этой триады можно анализировать любые объекты — вещи, решения, политические системы, коммерческие организации.

###### Примеры триады: хрупкое, неуязвимое, антихрупкое.
|                       | Хрупкое                                                           | Неуязвимое                                           | Антихрупкое                                               |
| --------------------- | ----------------------------------------------------------------- | ---------------------------------------------------- | --------------------------------------------------------- |
| Мифология (Греция)    | Дамоклов меч                                                      | Феникс                                               | Гидра                                                     |
| Бизнес                | Банковская система                                                |                                                      | Кремниевая долина: «Ошибайся чаще!»                       |
| Политические системы  | Национальные государства, централизация                           |                                                      | Совокупность городов-государств, децентрализация          |
| Наука                 | Теория                                                            | Феноменология                                        | Эвристика, практические правила                           |
| Принятие решений      | На основе моделей и вероятностей                                  | На основе эвристики                                  | Выпуклая эвристика                                        |
| Репутация (профессия) | Академик, исполнительный директор, папа римский, епископ, политик | Почтовый служащий, водитель грузовика, вагоновожатый | Художник, писатель                                        |
| Принятие риска        | Марковиц                                                          | Критерий Келли                                       | Критерий Келли с конечными ставками                       |
| Образование           | Заботливая матушка                                                | Улица                                                | Стратегия штанги: родительская библиотека, уличные стычки |

## Стратегия штанги (двухуровневая стратегия)
Штанга (снаряд в виде металлического стержня с дисками на обоих концах, используемый тяжелоатлетами) иллюстрирует идею сочетания разделенных крайностей и уклонения от середины. Стратегия заключается в том, чтобы полностью уклониться от риска с одной стороны, но полностью принять риск с другой (максимальная безопасность плюс максимальный риск). В итоге риск потери снижается, а риск катастрофы сводится к нулю. Стратегия штанги предполагает ограничение потерь, а не увеличение приобретения: уменьшение больших потерь приводит к увеличению приобретения.

### Стратегия штанги в социальной политике
В политике стратегия штанги заключается в том, чтобы защищать очень слабых и позволять сильным делать свою работу, а не помогать среднему классу консолидировать привилегии, блокируя эволюцию и создавая всевозможные экономические проблемы, которые больнее всего бьют по бедным.

## Критика
Бывший главный редактор журнала LiveJournal.ru Андрей Подшибякин говорит: «Талеб и сам признается на страницах „Антихрупкости“, что помочь сильно пострадавшим от встрясок, в общем-то, нельзя, — лучшее (и единственное), что мы можем сделать, это научиться на их ошибках. А теперь смотрим на индюка и „проблему лоха“ из „Черного лебедя“ — в предложенной самим же Талебом системе координат сколько бы уроков ни вынесли другие индюки из внезапной гибели первого, изменить ситуацию и научиться на его ошибках они не смогут — слишком много внешних факторов, на которые они неспособны влиять. То есть ничего нового Талеб, в общем, не говорит: окей, горячие новости, после кризисов и потрясений нужно мобилизоваться и искать новые возможности, а не закутываться в саван и ползти на кладбище. А кто все-таки туда ползет, то это уже его проблемы. То есть речь идет о жестком социально-деловом дарвинизме, о котором все сказала еще Эйн Рэнд — правда, не так красиво и без индюков».